# Grabal
Grabal – wieś w Polsce, położona w województwie mazowieckim, w powiecie sierpeckim, w gminie Szczutowo. Ma status sołectwa.

## Podział administracyjny
| SIMC    | Nazwa    | Rodzaj    |
| ------- | -------- | --------- |
| 0578354 | Hermany  | część wsi |
| 0578360 | Jeleniec | część wsi |

W latach 1975–1998 miejscowość administracyjnie należała do województwa płockiego.

## Demografia
Według spisu powszechnego z 1921 we wsi było 16 budynków i 103 mieszkańców, spośród których 102 deklarowało się jako osoby wyznania rzymskokatolickiego i jedna wyznania ewangelickiego.
Według Narodowego Spisu Powszechnego (III 2011 r.) wieś liczyła 141 mieszkańców.